# Dirk Haarmann
Dirk Haarmann (* 4. Juni 1967 in Dorsten) ist ein deutscher Kommunalbeamter (SPD) und hauptamtlicher Bürgermeister der Stadt Voerde im Kreis Wesel.

## Leben und Wirken
Nach dem Grundschulbesuch machte Haarmann 1986 sein Abitur am Gymnasium Petrinum Dorsten. Bei der Kreisverwaltung Wesel wurde er bis 1989 im gehobenen Verwaltungsdienst zum Diplom-Verwaltungswirt ausgebildet. Von 1992 bis 1999 studierte Haarmann nebenher an der Fernuniversität in Hagen Betriebswirtschaftslehre. Das Studium schloss er als Diplom-Kaufmann ab. Bei der Kreisverwaltung Wesel arbeitete er von 1989 bis 2010 in leitenden Tätigkeiten in verschiedenen Bereichen. 2011 wurde er zum 
Ersten Beigeordneten der Stadt Wesel gewählt.
Mit 59,1 % wurde Dirk Haarmann bei der Kommunalwahl 2014 am 25. Mai 2014 zum Bürgermeister von Voerde gewählt. Bei der Kommunalwahl 2020 wurde er mit 66,64 % im Amt bestätigt.
Haarmann ist verheiratet und hat zwei Kinder. Seit 1993 wohnt er mit seiner Familie in Voerde.